# Oxymycterus paramensis
Oxymycterus paramensis és una espècie de mamífer rosegador de la família dels cricètids endèmica de l'Argentina, Bolívia i el Perú.